# Pseudagrion makabusiense
Pseudagrion makabusiense là một loài chuồn chuồn kim trong họ Coenagrionidae.
Loài này được xếp vào nhóm loài không bị đe dọa trong sách Đỏ của IUCN năm 2008.
Pseudagrion makabusiense được Pinhey miêu tả khoa học năm 1950.